# ديفيد هوارد
ديفيد هوارد (بالإنجليزية: David Howard)‏ هو سياسي أمريكي، ولد في 19 أكتوبر 1946. حزبياً، نشط في الحزب الجمهوري. وقد انتخب عضو مجلس نواب مونتانا.